# Shoutcast
Shoutcast (skrivet SHOUTcast av företaget bakom programmet) är ett datorprogram för att sända webbradio.
Det finns två versioner av programmet. Det ena kallas Shoutcast Server och det andra DSP Plug-In for Winamp. Shoutcast Server är en webbserver som man skickar sin sändning till innan andra personer ansluter till servern och hämtar innehållet därifrån. DSP-insticksprogrammet installeras i mediaspelarprogrammet Winamp för att välja låtar att sända på webbradion.